# Listriolobus sorbillans
Listriolobus sorbillans är en djurart som tillhör fylumet skedmaskar, och som först beskrevs av Lampert 1883.  Listriolobus sorbillans ingår i släktet Listriolobus och familjen Echiuridae. Inga underarter finns listade i Catalogue of Life.